# Cesare Cremonini (Philosoph)

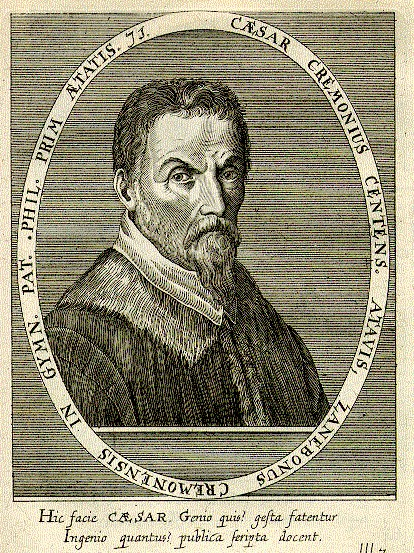
Cesare Cremonini

Cesare Cremonini (latinisiert Cæsar Cremoninus oder Cæsar Cremonius; * 22. Dezember 1550 in Cento; † 19. Juli 1631 in Padua) war ein italienischer Professor für Naturphilosophie. Er gehört neben Jacopo Zabarella zu den bedeutendsten Vertretern des venetischen Aristotelismus (Paduaner Schule der Philosophie).

## Leben
Er studierte zunächst Jura und dann Philosophie an der Universität Ferrara. Bereits mit 21 Jahren wurde er dort zum Professor der Philosophie berufen. Nach siebzehn Jahren in Ferrara wechselte er im November 1590 als Nachfolger von Jacopo Zabarella „in secundo loco“ an die Universität Padua, damals eine der renommiertesten in Europa. 1601 folgte Cremonini „in primo loco“ Francesco Piccolomini und behielt diesen Lehrstuhl bis zu seinem Tod.
Gegen den Versuch der Jesuiten, in Padua eine eigene Universität zu gründen, sprach sich Cremonini am 20. Dezember 1591 in der Oratione contro i Gesuiti in favore della University di Padova vor der Signoria von Venedig aus. Er betonte darin, dass Padua „die Hilfe der Jesuitenpatres für die wissenschaftliche Lehre nicht brauche“, und befürchtete die Gefahr einer Spaltung der Studenten in Fraktionen „wie die der Ghibellinen und Guelfen“. Die Genehmigung zur Gründung der Universität wurde nicht erteilt, und die Jesuiten wurden daraufhin 1606 aufgrund des Interdikts von Papst Paul V., dem der sogenannte Interdiktskrieg folgte, aus der Republik Venedig ausgewiesen.
Cremonini hatte eine berühmte Kontroverse mit seinem Kollegen Giorgio Raguseo über die Natur der Elemente, über den Wert der Geschichte der Interpretationen des Aristoteles und über didaktische Fragen.
Als Verteidiger der averroistischen Medizin und Anhänger der Sterblichkeit der Seele, die untrennbar mit dem menschlichen Körper verbunden ist, wurde er der Häresie verdächtigt und 1598 bei der Inquisition von Padua denunziert. Er wurde 1604 zusammen mit seinem Freund und Rivalen Galileo Galilei (1592 bis 1610 Professor für Mathematik in Padua) von ihrem Kollegen Camillo Belloni beim Inquisitionsgericht von Padua denunziert. Galilei wurde beschuldigt, gerichtliche Astrologie zu betreiben, und Cremonini für die Aussage, die Seele sei sterblich und Aristoteles habe die Philosophie von der Theologie getrennt. Cremonini sah sich 1608 und 1611 zwei weiteren Prozessen gegenüber, aus denen er dank des Schutzes der Republik Venedig unbeschadet hervorging.
Cremonini ist bis heute vor allem deswegen bekannt, weil er sich geweigert hat, durch das von Galilei konstruierte Fernrohr einen Blick auf die Galileischen Monde zu werfen, mit der Begründung, dass dieser Blick „seinen Kopf nur verwirren könne“, weil es Aristoteles widerlege. Cremonini vertrat eine averroistisch interpretierte aristotelische Naturwissenschaft. Er galt daher zu seiner Zeit als „wiedererstandener Aristoteles“. Obwohl viele Quellen berichten, dass er 1631 während der Epidemie in Italien in den Jahren 1629–1631 an der Pest gestorben sei, scheint es, dass er an einem Katarrh in Verbindung mit Fieber starb.

## Gedanken
Cremonini veröffentlichte nur wenige Texte seiner Lehre, wohingegen zahlreiche Abschriften seiner Lektionen überliefert sind, die er lieber mündlich als schriftlich vortrug. Die Abschriften der im Atelier von Padua und privat abgehaltenen Lektionen weisen jedoch schwerwiegende Interpretationsprobleme auf, die die Geschichtsschreibung daran gehindert haben, eine sichere Synthese seines Denkens zu erarbeiten. Die einzige Ausnahme von dieser Interpretationsschwierigkeit ist der Text Lecturae exordium, den Cremonini anlässlich seiner ersten Lektion in Padua las. Im ersten Teil des Werks bedauert er, dass die fortwährende Wiedergeburt der Natur, wie auch der Wechsel der Jahreszeiten, aus ihren nun vergangenen Formen nicht das Staunen des Menschen und die Bestürzung über das fortwährende Sterben der Welt hervorruft.
„Die Welt ist nie: Sie entsteht und stirbt unaufhörlich“, schließt mit der Bekräftigung der Pflicht des Menschen, sich selbst zu erkennen. Der Mensch, schreibt Cremonini, entdeckt sich selbst inmitten der Trübsale der Unbeständigkeit; doch die Selbsterkenntnis ist das einzige Mittel, dem Menschen Gelassenheit zu schenken. 
Der Weg zur Selbsterkenntnis und zur Gelassenheit wird durch die Philosophie gewiesen, auf der Moral und Wissenschaft beruhen. Gott hat den Menschen mit einem allmächtigen Intellekt ausgestattet, der durch die Erkenntnis seiner selbst und der Natur zur göttlichen Glückseligkeit gelangt.

## Auseinandersetzungen über Galileis Beobachtungen
Nach Ansicht einiger Gelehrter wurde Galilei von Cremonini inspiriert, als er Simplicio als Vertreter der aristotelischen Gegner der kopernikanischen Lehre in seinen Werken Dialog über die beiden hauptsächlichsten Weltsysteme (1632) und Unterredungen und mathematische Demonstrationen über zwei neue Wissenszweige (1638) kreierte.
Einer weit verbreiteten Darstellung zufolge war Cremonini einer jener Professoren, die nicht nur Galileis Entdeckungen mit dem Teleskop von 1610 (siehe Sidereus Nuncius) im Namen der peripatetischen Philosophie hartnäckig ablehnten, sondern sich auch weigerten, auf Einladung Galileis die Existenz der Mondberge, der Venusphasen und der Jupitermonde direkt durch ein Teleskop zu beobachten. Dieses Ereignis, das als Symbol für die Kurzsichtigkeit derer überliefert wird, die sich für Hüter des wahren Wissens halten, wird als falsch angesehen.
In dem Brief an Kepler vom 19. August 1610 berichtet Galilei über das Verhalten der Professoren an der Universität Padua, nennt jedoch keine Namen:
„Was können wir über die berühmtesten Philosophen dieser Wissenschaft sagen, die, erfüllt mit der Sturheit einer Natter, trotz meiner tausendfachen Angebote weder die Planeten noch den Mond noch das Teleskop sehen wollten? [...] Diese Art von Menschen glaubt tatsächlich, dass die „Naturphilosophie“ ein Buch wie die Aeneis und die Odyssee sei und dass Wahrheiten nicht in der Welt oder in der Natur zu suchen seien, sondern (um ihre Worte zu verwenden) im Vergleich von Texten.“

Bei oberflächlicher Betrachtung scheint ein Brief von seinem Freund Paolo Gualdo an Galilei vom 6. Mai 1611 zu bestätigen, dass sich unter denen, die die Beobachtung mit dem Teleskop ablehnten, auch Cremonini befand:
„Wir haben hier den sehr erlauchten Herrn Andrea Morosini, der es nicht ertragen kann, dass Cremonini, während Sie hier waren, diese Ihre Beobachtungen weder sehen wollte noch wollte, nachdem ich Ihnen gesagt hatte, dass Sie angeboten hatten, zu Ihnen nach Hause zu kommen, um sie ihm zu zeigen; daher scheint es Ihnen unrecht, Ihnen zu widersprechen, ohne sie selbst erlebt zu haben.“
In seinem darauffolgenden Brief an Galilei bezieht sich Gualdo auf ein Gespräch mit Cremonini, der auf den Vorwurf, er habe das Experiment mit dem Teleskop abgelehnt, antwortete, er habe dies getan, weil:
„[...] ich keine Dinge gutheißen will, von denen ich überhaupt nichts weiß und die ich auch nicht gesehen habe. Das, sage ich, missfiel Herrn Galilei, dass ich sie nicht sehen wollte. Er antwortete: Ich glaube, niemand außer ihm hat sie gesehen; und dann macht mich der Blick durch diese Gläser benommen: Genug, ich will nichts anderes wissen.“
Marco Forlivesi hat bemerkt, dass Cremonini in diesem Text erklärt, es sei ihm unangenehm gewesen, durch das Teleskop zu zielen, und dass er sich daher nicht geweigert habe, hinzuschauen, sondern sich nicht damit abgefunden habe, zu sehen, d. h. die Galilei-Interpretation dieser Beobachtungen zu akzeptieren. Allgemeiner betrachtet Forlivesi Cremoninis Standpunkt stets als konsequent, da er davon überzeugt war, dass die Interpretation von Beobachtungsdaten nicht von der Existenz einer umfassenden naturphilosophischen Lehre getrennt werden könne. Forlivesi weist auch darauf hin, dass Galilei selbst zeitweise Hypothesen über die Natur des Himmels aufstellte, die nicht weniger problematisch waren als die der „Aristoteteliker“.
Andererseits war das Teleskop, wie der Wissenschaftshistoriker Enrico Bellone in seiner Monographie über Galileo für die „Quaderni de ‚Le Scienze‘“ bestätigte, ein „handwerklich“ und nicht wissenschaftlich hergestelltes Instrument, da es noch keine Theorie der Optik gab – man musste auf Newton warten – und die Bilder etwas verzerrt waren.

## Schüler (Auswahl)
- William Harvey (1578–1657), englischer Arzt und Anatom (Entdecker des Blutkreislaufs), bei Cremonini graduiert 1602
- Joachim Jungius (1587–1657), deutscher Mathematiker und Philosoph, bei Cremonini graduiert 1619
- Ioannis Kottounios (1572–1657), griechischer Philosoph, Nachfolger von Cremonini in Padua
- Justus Lipsius (1547–1606), niederländischer Rechtsphilosoph
- Gabriel Naudé (1600–1653), Franzose, Bibliothekar von Kardinal Jules Mazarin, Cremonini-Schüler von 1625 bis 1627
- Guy Patin (1601–1672), französischer Arzt, Leiter der Medizinschule in Paris
- Antonio Rocco (1586–1653), italienischer Philosophielehrer und Schriftsteller
- Corfitz Ulfeldt (1606–1664), dänischer Staatsmann, Cremonini-Schüler in Padua von 1628 bis 1629

## Veröffentlichungen (Auswahl)
- Explanatio proœmii librorum Aristotelis De physico auditu (1596)
- De formis elementorum (1605)
- De Anima (1611)
- Disputatio de cœlo (1613)
- De quinta cœli substantia (1616)
- De calido innato (1626)
- De origine et principatu membrorum (1627)
- De semine (1634)
- De calido innato et semine (1634)
- De sensibus et facultate appetitiva (1634)
- Dialectica (1663)